# Юджель, Хасан Али
Хасан Али Юджель (тур. Hasan Âli Yücel; 17 декабря 1897, Стамбул — 26 февраля 1961, Стамбул) — турецкий политический деятель, писатель и литературный переводчик; министр образования Турции, занимавший данный пост с 1938 по 1946 год. Известен благодаря своим реформам турецкой системы образования, в частности — созданию системы Сельских институтов. Отец турецкого поэта Джан Юджеля. В 1997 году ЮНЕСКО праздновал столетие со дня рождения Хасана Али.

## Биография
Хасан Али Юджель родился в Стамбуле в состоятельной семье: он был единственным ребенком Али Рызы-бея; его матерью была Нейире-ханым. Семья Хасана Али позже попала в сложное финансовое положение и была вынуждена распродать всё своё ценное имущество. В возрасте четырёх лет Хасан Али начал посещать школу в Лале, а два года спустя его семья переехала в стамбульский район Gümüşsuyu. В 1906 году он поступил в школу Мектеб-я Османи, которую закончил в 1911 году «с хорошими оценками». Затем он поступил в Vefa İdadisi, что приблизительно соответствует современной гимназии.
В 1913 году Юджелю пришлось прервать свою школьное образование, а из-за Первой мировой войны он был призван в османскую армию. Он последовательно имел звания унтер-лейтенанта и лейтенанта армии Османской империи. Хасан Али Юджель был демобилизован в конце 1918 года, после чего он изучал право в столичном «Доме наук» (тур. Darülfünun; приблизительно соответствует европейскому университету) — но позже он переключился на специализацию в литературоведении. Во время турецкой войны за независимость он работал, одновременно с учёбой, в качестве журналиста в ежедневной газете Akşam.
После окончания обучения он женился на Рефике Ханым и с конца 1922 года начал преподавать турецкий язык и литературу в педагогической школе в Измире. Через некоторое время молодая семья вернулась в Стамбул. Юджель стал работать учителем литературы в старейшей турецкой Военной школе в Kuleli, а позже — преподавать философию в средней школе для мальчиков. В 1926 году он стал отцом близнецов: одним из его детей был будущий турецкий поэт Джан Юджель. Ещё один ребёнок появился в семье в 1936 году.
В 1927 году Хасан Али Юджель состоял региональным инспектором во вновь созданном Министерстве образования Турецкой республики. Он был несколько раз повышен в чине, а также был командирован министерством в Париж и Лондон в 1930 году. Позже он стал сторонником Мустафы Кемаля Ататюрка, которого он впервые встретил в Измире — во время трёхмесячной инспекционной поездке по Турции. В 1930-е годы Юджель также опубликовал три книги: о Гёте (Goethe: Bir Dehanın Romanı), о Джалаладдине Руми (Mevlana’nın Rubaileri) и о турецкой литературе (Türk Edebiyatı'na Toplu Bakış).
С 1932 года Юджель учебного института в Анкаре «Ankara Gazi Eğitim Enstitüsü». В 1934 году он сместил свои интересы в сторону политики и стал членом турецкого парламента от Измира. В конце 1938 года Хасан Али был назначен министром образования в правительстве Махмуд Джеляль Баяра. 17 апреля 1940 года под его руководством был подготовлен и принят закон о формировании Сельских институтов. За время его работы в Турции была оставлена и напечатана первая энциклопедия, открыта государственная консерватория (20 мая 1940), а сама страна, в результате его усилий, вступила в ЮНЕСКО.
В августе 1946 года, после семи лет и пяти месяцев службы в должности, он подал в отставку с поста министра образования и вернулся в журналистику. 26 февраля 1961 года Хасан Али Юджель, будучи в гостях у профессора Тевфика Саглама, умер от сердечного приступа; он был похоронен на городском кладбище Джебеджи в Анкаре.

## Память
В 1997 году ЮНЕСКО праздновал столетие со дня рождения Хасана Али Юджеля.

## Семья
Сын, Джан Юджель (тур. Can Yücel, народное прозвище Папа Джан; 1926—1999) — один из наиболее известных поэтов Турции XX столетия, а также — журналист и переводчик. Язык его лирики резок, откровенен и прямолинеен: в своих работах он часто использовал нецензурную лексику. Джан Юджель учился в Анкарский университете — на один из самых престижных факультетов: факультете языка и истории; когда в ВУЗе он увлекается левой марксистской идеологией, отец, которому не нравились подобные идеи, отправил Джан Юджеля в Лондон, где молодой поэт поступил в Кембриджский университет. Там Юджель-младший познакомился с известным философом Бертраном Расселом, ставшим его преподавателем.